# بخش بام
بخش بام، یکی از بخش‌های شهرستان بام و صفی‌آباد در استان خراسان شمالی ایران است. مرکز این بخش، شهر بام است.

## تقسیمات کشوری
- بخش بام
- دهستان بام
- دهستان ساریگل

## جمعیت
بر پایه سرشماری عمومی نفوس و مسکن در سال ۱۳۹۵، جمعیت بخش بام برابر با ۶٬۹۰۲ نفر بوده‌است.